# Starday King
A gravadora americana Starday King começou suas atividades em 1968, ano em que a King Records foi comprada pela Starday Records.

## Curiosidades
- James Brown foi o artista mais famoso da Starday King.
- Todos os discos com o número de catálogo no formato 45-KNG XXX são reedições.

## Ligações Externas
- Discografia da Starday King no Discogs.com